# Alois Nanke
Alois Nanke (*1780 Brno?, zemřel po roce 1834?) byl český hudební skladatel působící ve Vídni a na Ukrajině.

## Život
Je patrně synem brněnského skladatele, varhaníka a houslaře Karla Nanke. Již v osmnácti letech je v Brně znám jako hudebník, dirigent a skladatel chrámové hudby. Odešel nejprve do Vídně. Stal se členem Společnosti přátel hudby (Gesellschaft der Musikfreunde) a vystupoval jako člen komorního souboru (mimo jiné s Janem Voříškem, Leopoldem Jansou a Františkem Martinem Pecháčkem).
Koncem dvacátých let se stal dirigentem řeckokatolické katedrály v Přemyšlu. Vyučoval hudbu a v letech 1828–1834 byl ředitelem školy učitelů-ďáků (zpěváků řeckokatolické církve). Komponoval ukrajinské chrámové skladby. Řada z nich se dochovala v opisech a některé i vyšly tiskem. Byl učitelem ukrajinských skladatelů Michaila Michailoviče Verbického a Ivana Andrijoviče Lavrivského.

## Dílo
Ukrajinské chrámové skladby vyšly ve sbírkách:
- Partitura spěvov cerkovnych i světskich. Ed. J. Kyprian, Lvov 1882
- Zbirnik liturgičnych i cerkovnych píseň.Ed. S. Ludkevyč Lvov 1922
- Priručna biblioteka (výběr z archivu lvovského katedrálního sboru)

V českých archivech se dochovalo:
- Vater unser pro smíšený sbor a varhany
- Ofertorium pro smíšený sbor a orchestr
- 2 graduály